# Finale della FIFA Confederations Cup 2005
La finale della FIFA Confederations Cup 2005 si è disputata il 29 giugno 2005 alla Commerzbank-Arena di Francoforte sul Meno tra la Nazionale brasiliana e quella argentina. L'atto conclusivo della manifestazione ha visto il successo per 4-1 del Brasile.

## Cammino verso la finale
Il Brasile, inserito nel gruppo A insieme al Messico, al Giappone e alla Grecia, ha esordito battendo per 3-0 i greci prima di perdere per 1-0 con il Messico e di pareggiare per 2-2 con il Giappone. In semifinale i brasiliani hanno superato per 3-2 la Germania.
L'Argentina, sorteggiata nel gruppo B insieme alla Germania, alla Tunisia e all'Australia, ha vinto le prime due partite del suo girone battendo per 2-1 la Tunisia e per 4-2 l'Australia e ha poi pareggiato per 2-2 con la Germania. Nel turno successivo gli argentini hanno eliminato il Messico per 6-5 ai calci di rigore (1-1 il risultato dopo i tempi supplementari).

## Descrizione della partita
La partita ha visto un chiaro dominio da parte del Brasile che è passato in vantaggio già all'11' con Adriano e ha raddoppiato al 16' con Kaká. Rientrati dall'intervallo, i brasiliani hanno chiuso la partita con Ronaldinho (47') prima di arrotondare nel finale con la doppietta personale di Adriano (63'). Il gol di Aimar (65') è servito solo ad aumentare i rimpianti dell'Argentina, mai entrata realmente in partita.

## Tabellino
| Arbitro: | Micheľ |

|                                          |           |           |
| Adriano 11’, 63’ Kaká 16’ Ronaldinho 47’ | Marcatori | 65’ Aimar |

| Brasile | Argentina |

| P                       | 1  | Dida           |     |     |
| DD                      | 13 | Cicinho        |     | 86’ |
| DC                      | 3  | Lúcio          |     |     |
| DC                      | 4  | Roque Júnior   |     |     |
| DS                      | 6  | Gilberto       |     |     |
| CC                      | 5  | Emerson        |     |     |
| CD                      | 8  | Kaká           |     | 86’ |
| CS                      | 11 | Zé Roberto     |     |     |
| CO                      | 10 | Ronaldinho (c) | 28’ |     |
| AD                      | 9  | Adriano        |     |     |
| AS                      | 7  | Robinho        |     | 90’ |
| Sostituzioni:           |    |                |     |     |
| DD                      | 2  | Maicon         |     | 86’ |
| CC                      | 19 | Renato         |     | 86’ |
| CC                      | 18 | Juninho        |     | 90’ |
| Allenatore:             |    |                |     |     |
| Carlos Alberto Parreira |    |                |     |     |

| P             | 12 | Germán Lux           |     |     |
| DD            | 4  | Javier Zanetti       |     |     |
| DC            | 16 | Fabricio Coloccini   | 28’ |     |
| DC            | 6  | Gabriel Heinze       |     |     |
| DS            | 15 | Diego Placente       |     |     |
| CC            | 5  | Esteban Cambiasso    | 42’ | 56’ |
| CC            | 17 | Lucas Bernardi       |     |     |
| CD            | 11 | César Delgado        |     | 81’ |
| CO            | 8  | Juan Román Riquelme  |     |     |
| CS            | 3  | Juan Pablo Sorín (c) | 35’ |     |
| AC            | 21 | Luciano Figueroa     |     | 72’ |
| Sostituzioni: |    |                      |     |     |
| CO            | 10 | Pablo Aimar          | 73’ | 56’ |
| AC            | 7  | Carlos Tévez         |     | 72’ |
| CD            | 22 | Luciano Galletti     |     | 81’ |
| Allenatore:   |    |                      |     |     |
| José Pekerman |    |                      |     |     |